# Вальзот
Вальзот (ромш. Valsot) — громада  в Швейцарії в кантоні Граубюнден, регіон Енджадіна-Басса/Валь-Мюштайр.

## Географія
Громада розташована на відстані близько 225 км на схід від Берна, 65 км на схід від Кура.
Вальзот має площу 159 км², з яких на 1% дозволяється будівництво (житлове та будівництво доріг), 29,3% використовуються в сільськогосподарських цілях, 31% зайнято лісами, 38,8% не є продуктивними (річки, льодовики або гори).

## Демографія
2019 року в громаді мешкало 841 особа (-9,8% порівняно з 2010 роком), іноземців було 7,3%. Густота населення становила 5 осіб/км².
За віковим діапазоном населення розподілялося таким чином: 18,5% — особи молодші 20 років, 55,3% — особи у віці 20—64 років, 26,2% — особи у віці 65 років та старші. Було 370 помешкань (у середньому 2,3 особи в помешканні).
Із загальної кількості 390 працюючих 108 було зайнятих в первинному секторі, 124 — в обробній промисловості, 158 — в галузі послуг.